# Principy moci
Principy moci (v anglickém originále Patterns of Force) je 21. díl druhé řady seriálu Star Trek. Premiéra epizody v USA proběhla 16. února 1968, v České republice 7. března 2003.

## Příběh
Hvězdného data 2534.0 hvězdná loď USS Enterprise NCC-1701 pod vedením kapitána Jamese Tiberius Kirka přilétá do systému M34 Alfa, kde se v blízkosti nachází planety Ekos a Zeon. Na Ekosu by se měl nacházet specialista Federace John Gill, který byl také Kirkovým profesorem na hvězdné akademii. O Ekosu je známo, že tamní civilizace není moc vyspělá, avšak jde o bojovný druh, zatímco Zeon je technologicky mnohem pokročilejší a jde o mírumilovné obyvatelstvo. Ihned po příletu však na Enterprise míří řízená střela s termonukleární hlavicí. Tu se podaří sestřelit, ale něco nasvědčuje, že došlo ke kontaminaci proti základní směrnici, protože ani jedna z civilizací by neměla mít k dispozici takovou technologii.
Kirk a Spock se vydávají na povrch na průzkum. Zjišťují, že celému Ekosu vládne nacismus stejně jako na Zemi v 20. století, dokonce i s vlastním vůdcem – Führerem. Z propagandistického videa zjišťují, že celou náplní Ekosů je pouze nenávist k čemukoliv ze Zeonu, ale hlavně, že onen Führer je právě pohřešovaný John Gill. Kromě toho se na videu objevuje dívka Daras vyznamenána za chrabrost. Záhy jsou oba chyceni a mučeni. Ve vězení se potkávají se Zeonem, který byl také zatčen gestapem. Aby unikli, musí si vyndat původně vpíchnuté transpordéry – zařízení umožňující jejich nouzový transport zpět na Enterprise. Společně s Isakem utíkají do úkrytu odboje, kde se setkávají právě s Daras, která ve skutečnosti pracuje pro odboj, ačkoliv je původem z Ekosu. Protože nacisté připravují „konečné řešení“, což je napadení přímo planety Zeon. Vydávají se tak na setkání, kde má Gill alias führer mít projev. Po úspěšné infiltraci budovy se Kirk spojuje s Uhurou, aby transportovali na povrch McCoye. Spock zahlédl Gilla přes okénko kabiny, odkud se má vysílat jeho projev a konstatoval, že vypadá jako pod vlivem drog. Když se všichni, převlečeni za televizní štáb, dostanou po odvysílání projevu do kabiny, McCoy se snaží probrat omámeného Gilla. Nečekaně jsou dopadeni, ale daří se jim předsedu strany přesvědčit, že chytli Spocka jako špeha a musí jej odvést. V kabině zůstává Kirk a snaží se probrat Gilla z bezvědomí. V původním projevu führer oznámil, že započala invaze na Zeon a tak není mnoho času. Najednou se daří Kirkovi probrat Gilla a ten přes kamery vysvětluje, že takto se civilizace vyvinout neměla a útok na Zeon je pouze útokem jednoho podvodníka, nikoliv Ekosu. Melakon, který do této doby ovládal nadrogovaného vůdce vezme samopal a rozstřílí okno kabiny a tím zabije i Gilla. Válka ale tak končí a společnost ukončuje zabíjení.
Na Enterprise Spock dodává, že stále nechápe jak moudrý historik, jako Gill mohl udělat tak fatální chybu a pro rychlejší vývoj zaostalé společnosti vybrat zrovna za vzor nacistické Německo. McCoy dodává pořekadlo „Absolutní moc absolutně korumpuje.“ a aby se nehádali, musí je přerušit kapitán Kirk a následně velí opustit orbitu.